# San Agustin
San Agustin é um município de  terceira classe de renda municipal (d) na província Isabela, nas Filipinas. De acordo com o censo de 1 de maio  de  2020 possui uma população de 22 096 pessoas e 5 544 domicílios.